# Ричли (Монтана)
Ричли (енгл. Richey) град је у америчкој савезној држави Монтана.

## Демографија
По попису из 2010. године број становника је 177, што је 12 (-6,3%) становника мање него 2000. године.
| Група             | 2000.       | 2010.       |
| Белци             | 186 (98,4%) | 175 (98,9%) |
| Афроамериканци    | 0 (0,0%)    | 0 (0,0%)    |
| Азијати           | 0 (0,0%)    | 0 (0,0%)    |
| Хиспаноамериканци | 2 (1,1%)    | 2 (1,1%)    |
| Укупно            | 189         | 177         |